# Arasadziji
Arasadziji (en georgiano: არასაძიხი; en abjasio: Арасаӡыхь, romanizado: Arasadzij) es un pueblo que pertenece a la parcialmente reconocida República de Abjasia, dentro del distrito de Ochamchira, aunque de iure es parte del municipio de Ochamchire de la República Autónoma de Abjasia de Georgia.

## Geografía
Arasadziji se encuentra en el margen derecho del río Mokvi y está a 23 km al norte de Ochamchire. Limita con las montañas del Gran Cáucaso en el norte, Tjina y Otapi en el oeste, Gupi en el este y sur.  Las aldeas de Gupagu y Meore Arasadziji están bajo la administración del pueblo. 

## Historia
Arasadziji perteneció a la región histórica de Abzhua, dentro del principado de Abjasia, donde los abjasios han sido siempre mayoría.
Después del establecimiento de la Unión Soviética, los bolcheviques abjasios comenzaron a exigir que, como parte de la reforma administrativa de la RASS abjasia en la década de 1930, reemplazando los antiguos distritos rusos del distrito, se establecieran nuevos límites entre los distritos de Ochamchire y Gali en una base etnolingüística. Hasta la segunda mitad del siglo XX, Arasadziji formó parte del selsovet de Gupi. Durante la guerra de Abjasia (1992-1993), la aldea estaba controlada por guerrillas abjasias.

## Demografía
La evolución demográfica de Arasadziji entre 1886 y 2011 fue la siguiente:
| 986                                                 | 1013 | 409 |
| (Fuente: Population of Abkhazia since Soviet times) |      |     |

La población ha disminuido más de la mitad tras la guerra de Abjasia pero sin embargo, tradicionalmente siempre han sido mayoritarios los abjasios étnicos. 
|              | 2011      | 2011       |
| Grupo étnico | Población | Porcentaje |
| ------------ | --------- | ---------- |
| Georgianos   | 1         | 0,2%       |
| Abjasios     | 401       | 98%        |
| Rusos        | 1         | 0,2%       |
| Total        | 409       | 100%       |